# Yael Meyer
Yael Elisa Meyer Barbarach (Santiago, 13 de junio de 1981) es una cantante y músico chilena. Empezó a tocar el piano a los 5 años, escribir canciones a los 8 y tocar la guitarra a los 13. A los 19, dejó Chile para asistir a la escuela de música en Boston. Fue allí donde ella escribió, produjo y grabó su álbum debut Common Ground, una mezcla de folk indie y lounge electrónica, aclamado como "uno de los 50 mejores discos del año" por la revista Rolling Stone Chile.
En 2011 lanzó Everything Will Be Alright su segundo álbum bajo su propio sello KLI Records. Algunas de las canciones del disco formaron parte de banda sonora de películas como la trilogía Qué Pena Tu Vida, Qué Pena Tu Boda y Qué Pena tu Familia además de series de TV norteamericana como Private Practice, Life Unexpected, Awkward, Teen Mom 2, Teen Mom, Parenthood o Drop Dead Diva. Así el 2012 se presentó en el Festival Lollapalooza en Chile. 
En 2014 publicó su tercer disco Warrior Heart (KLI Records) que destacó el sencillo del mismo nombre y su primera grabación en español "Yo Soy". Ese mismo año el diario El Mercurio la selecciona entre los 100 Jóvenes Líderes del Año. El disco Warrior Heart fue publicado en el mercado coreano a través de Warner Music Asia.
También ha colaborado con sus canciones en serie de TV coreana; "When You Hold Me Tight" en Healer (2014) y "No Matter How Hard I Try" en Queen for Seven Days (2017) 
En 2016 grabó la canción "The Hunt" para la serie Reing (The CW).
Yael reside actualmente en Los Ángeles, donde se sigue llevando a cabo, escribir, producir y grabar. Sus más recientes colaboraciones incluyen la coescribe con Cathy Heller y Lindsey Ray, entre otros artistas.

## Discografía

### Álbumes de estudio
- Common Ground (2000)
- Heartbeat EP (2009)
- Everything Will Be Alright (2011)
- Warrior Heart (2014)
- Huracán EP (2022)

### Sencillos
- All Around Me (2011)
- Tiny Nose (2010)
- Used To Be (2013)
- Warrior Heart (2014)
- Yo Soy (2015)
- The Hunt (2016)

### Series de televisión
| Song              | Show title       | Título de episodio                             |
| ----------------- | ---------------- | ---------------------------------------------- |
| "Tea For Two"     | Life Unexpected  | Honeymoon Interrupted                          |
| "Shed Their Fear" | Private Practice | All in the Family                              |
| "All Around Me"   | Drop Dead Diva   | The Wedding                                    |
| "Favorite Two"    | Awkward          | Jenna Lives                                    |
| "Used to be"      | Awkward          | The Adventures of Aunt Ally and the Lil' Bitch |
| "I Wonder How"    | Awkward          | My Super Bittersweet Sixteen                   |
| "All Around Me"   | Awkward          | My Super Bittersweet Sixteen                   |